# 장성 청류암 관음전
장성 청류암 관음전(長城 淸流庵 觀音殿)은 전라남도 장성군 북하면 약수리에 있는 불전이다. 1990년 2월 24일 전라남도의 문화재자료 제179호로 지정되었다.

## 개요
청류암은 백양사에 소속된 암자로 고려 충정왕 2년(1350)에 각엄왕사가 세웠다. 이곳 청류암은 마음을 청청한 맑은 물에 비유하여 맑고 깨끗한 심성으로 선(禪)에 든다고 하여 청류암이라 하였다고 한다. 백양사 경내에 들어서 왼쪽 계곡을 건너 가파른 산길을 2km가량 오르면 청류암에 이른다. 청류암 안에는 관음전과 요사채가 있다.
관음전은 기단 위에 커다란 주춧돌을 놓고 두툼한 원형기둥을 세웠다. 지붕 처마를 받치기 위해 장식하여 만든 공포는 새 날개 모양으로 짠 익공 양식으로 꾸몄다, 공포의 뻗쳐 나온 부재 끝부분에는 연꽃봉오리를 얹었다.

## 참고 문헌
- 청류암관음전 - 국가유산청 국가유산포털